# 制服警官女子大生殺人事件
制服警官女子大生殺人事件（せいふくけいかんじょしだいせいさつじんじけん）とは、 1978年（昭和53年）1月10日に東京都世田谷区で発生した、現職警視庁警察官による殺人事件。
当時の土田國保警視総監が引責辞任する一大警察不祥事に発展した。

## 事件の経過
1978年（昭和53年）1月10日午後、東京都世田谷区経堂二丁目のアパートの一室で、この部屋に住む被害者である清泉女子大学4年生の女子大生（当時22歳）が死んでいると家主から110番通報があった。
女子大生は窓際のベッドの下にうずくまるように倒れていて、ストッキングで絞殺されており、暴行された形跡もあった。部屋には物色した形跡もあった。北沢警察署は殺人事件として特別捜査本部を設置し、捜査を開始した。
その後、第一発見者は家主ではなく若い警察官であり、通報は家主が彼に頼まれてしたものだという事が分かった。その警察官は北沢警察署経堂駅前派出所に勤務する男性巡査（当時20歳）であった（彼はこの事件の捜査にも加わっていた）。巡査は事情聴取に対し、この日の午後4時半頃、現場のアパート近くをパトロール中、ガラスの割れる音を聞いたので駆けつけたところ、女子大生の遺体を発見したのだと話した。
しかし、時間が合わない・その場で署活系無線を使って署に至急知らせればいいのにそれをせずわざわざ110番通報させた、などのあやふやな部分があり、その度に巡査は話を二転三転させた事から、不審に思った刑事たちは巡査を追及し始めた。巡査は犯行を否定し続けたが、顔にひっかき傷があるのを指摘されると犯行を認め、逮捕（即日懲戒免職となった）。更に、家主が巡査を見た時には服装が随分と乱れており、制服のボタンがちぎれており、更に調べると制服内のパンツから女子大生の血液が検出された。またその後の調べで、巡査はパトロール中に住人不在の部屋を見つけると、侵入して現金などを盗む空き巣も数件行なっていた事が発覚した。

## 犯行の経緯
1977年の夏、巡査はパトロール中に偶然女子大生を見かけた事から彼女に一方的な好意を寄せるようになった。その頃からたびたび女子大生の部屋を覗きに出かけたという。女子大生もそれに気づいて、婚約者に「若い警官にしょっちゅう部屋を覗かれている」と相談を持ちかけていた。事件の2日前の1月8日、新宿歌舞伎町にポルノ映画を見に行き、その晩興奮から女子大生のことを思い出した事が犯行の動機となった。
翌1月9日の勤務中に、犯行を決意。「制服姿で、巡回にきたといえば信用してもらえる」と考えた巡査は勤務中の10日午後、女子大生のアパートに向かい、女子大生の部屋の両隣が留守なのを確認してから女子大生の部屋のドアをノック、派出所から巡回連絡に来た事を告げて、ドアを開けさせた。
巡査は話を聞くそぶりをして女子大生が今1人であることを確認すると突然部屋に押し入り内側から鍵をかけ、強姦しようとした。女子大生は必死に抵抗（巡査の顔のひっかき傷はこの時できたものである）、そのうち彼女の手が窓に当たってガラスが割れた。この音で同じアパートの住人に気付かれたと思った巡査は女子大生を口封じに殺害する事を決意、ストッキングで首を絞めて殺害した。
勤務に戻ろうとした時、ガラスの割れ目から家主が部屋を覗いているのに気づいた巡査は、平然と「女性が殺されている。至急110番してください。」と依頼し、第1発見者を装ったのだった。

## その後
現職警察官による、しかも制服姿で勤務中に起こしたこの事件は、世間や警察関係者に大きな衝撃を与えた。警察は交番勤務警察官の重要な仕事の一つである巡回連絡を暫く中止せざるを得なくなった。
1月19日、国家公安委員会と警視庁は上司の監督責任を問い、当時警視総監であった土田を減給処分とし、他に警視庁幹部3名も処分した。土田は2月、辞任した。警視総監の処分はこれが戦後初めてのケースだった。また北沢署の署長も引責辞任した。
元巡査は一審の東京地方裁判所で無期懲役の判決（求刑死刑）を受け、1982年11月、東京高等裁判所で控訴が棄却され、刑が確定した。
東京都は国家賠償法に基づき、女子大生の遺族に4360万円余りの損害賠償金を支払った。
この事件により同様の事件が発生している。また、遺族側が警察に頼んで損害賠償金を受け取っている例もみられる。